# Tomorrow's World
Tomorrow's World es el decimocuarto álbum del dueto británico de synthpop Erasure, publicado en 2011. Fue producido por el músico conocido como Frankmusik, y anunciado oficialmente a través de su sitio oficial de Internet, encontrándose Andy Bell y Vince Clarke en plena gira The 'Total Pop!' Forest Tour, y del mismo modo dieron a conocer las fechas adicionales de la correspondiente extensión Tomorrow's World Tour 2011, que propiamente llevan a cabo del 31 de agosto al 14 de noviembre de 2011.

El dueto dio a conocer el lanzamiento del álbum para el 3 de octubre de 2011 y para el día 11 de ese mismo mes en los Estados Unidos. Cabe destacar que este llega después de que Vince Clarke reavivara momentáneamente sus duetos The Assembly y Yazoo, e incluso tuviese una participación en el último álbum compilatorio de Depeche Mode, el grupo en el cual se diera a conocer al mundo de la música.

El álbum alcanzó el puesto 29 del ranking británico y el lugar 35 en el ranking alemán.

El primer sencillo del álbum se titula When I Start to (Break It All Down). El tema You've Got to Save Me Right Now (originalmente llamado Save Me) iba a ser el primer sencillo e incluso fue presentado como adelanto en la gira Total Pop Tour pero finalmente no se usó como corte.

El segundo sencillo fue Be with You y el tercero y último corte fue Fill Us with Fire aunque para el mercado alemán, en lugar de Fill Us with Fire, fue editado de manera digital A Whole Lotta Love Run Riot.

## Lista de temas
El álbum apareció en formato estándar de disco compacto, así como en forma de descarga digital desde Internet.
Edición en CD e Internet
| Tomorrow's World |                                       |          |  |
| N.º              | Título                                | Duración |  |
| 1.               | «Be with You»                         | 3:34     |  |
| 2.               | «Fill Us with Fire»                   | 3:16     |  |
| 3.               | «What Will I Say When You're Gone»    | 3:43     |  |
| 4.               | «You've Got to Save Me Right Now»     | 2:53     |  |
| 5.               | «A Whole Lotta Love Run Riot»         | 3:46     |  |
| 6.               | «When I Start to (Break It All Down)» | 3:45     |  |
| 7.               | «I Lose Myself»                       | 3:16     |  |
| 8.               | «Then I Go Twisting»                  | 3:52     |  |
| 9.               | «Just When I Thought It Was Ending»   | 3:40     |  |

| Pista adicional solo en descarga desde iTunes |                     |          |  |
| N.º                                           | Título              | Duración |  |
| 10.                                           | «Shot to the Heart» | 3:17     |  |

| Disco dos solo en edición limitada de lujo |                                                               |          |  |
| N.º                                        | Título                                                        | Duración |  |
| 1.                                         | «I Lose Myself» (Gareth Jones 'No Self Control' Extended Mix) | 7:28     |  |
| 2.                                         | «Give Me Life» (masterizada por Stefan Betke)                 | 4:58     |  |
| 3.                                         | «Fill Us with Fire» (Gareth Jones 'Fired Up' Extended Mix)    | 7:22     |  |
| 4.                                         | «When I Start to (Break It All Down)» (Frankmusik Remix)      | 4:56     |  |
| 5.                                         | «Clash» (versión demo de 'I Lose Myself')                     | 3:21     |  |
| 6.                                         | «Big Song» (versión demo de 'Fill Us with Fire')              | 3:09     |  |
| 7.                                         | «Major 7th» (versión demo de 'Be With You')                   | 3:21     |  |
| 8.                                         | «Save Me» (versión demo de 'You've Got to Save Me Right Now') | 2:36     |  |

## Créditos
Shot To the Heart solo está disponible en descarga digital y fue la única canción que no fue producida por Frankmusik.

Todas las canciones fueron escritas e interpretadas por Vince Clarke y Andy Bell.
- Publicado por: Musical Moments (Europe) Ltd / Minotaur Music Ltd / Sony Music Publishing.
- Productor: Frankmusik.
- Mezclado por: Robert Orton en Metropolis Studios, Londres.
- Programación e instrumentación: Vince Clarke y Frankmusik.
- Ingeniero asistente: Neil Quinlan.
- Teclados y pianos: Vince Clarke y Frankmusik.
- Coro en You've Got To Save Me Right Now: miembros del coro The London Community Gospel Choir.
- Grabado por: David Loudoun at RAK Studios, Londres.
- Diseño y dirección de arte: Tom Hingston Studio.
- Esculturas: Kate MacDowell.
- Fotografía: Dan Kvitka
- Gerencia internacional: Michael Pagnotta para Reach, Inc.

CD dos
Temas 1 y 3 mezcla extendida y sintetizadores adicionales: Gareth Jones.
Tema 4: remezcla y producción original: Frankmusik.
- Masterizado por: Gene Grimaldi en Oasis Mastering.

Excepto CD 2 Tema 4: Stefan Betke en Scape Mastering y CD 2 Temas 5-8: David 'Saxon' Greenep en Studio Mute.

## Datos adicionales
Curiosamente, el álbum tomó su nombre de uno de los temas resultantes durante su producción, pero no se incluyó en la colección, sino como lado B del primer sencillo.

En septiembre de 2012 se editó The Complete Tomorrow's World, que contiene en un CD y un DVD todo lo editado relacionado con este álbum y sus sencillos.